# Infraspinøs fascie
Infraspinøs fascie er en fibrøs membran, der dækker infraspinatus og er fikseret til omkredsen på den infraspinatøse fossa. 